# Патмос (остров на реке Катунь)
Па́тмос  — небольшой остров, представляющий собой скалу с отвесными стенами на реке Катунь, Чемальский район, республика Алтай. Расположен на окраине села Чемал. Недалеко от острова располагается точка слияния рек Катунь и Чемал. Единственный путь на остров проходит через подвесной мост.

## История
Своим названием остров обязан небольшому греческому острову Патмос. Остров был освящен в 1855 году, а в дальнейшем на нем был построен храм. Остров посещал митрополит Макарий. В 1920-е годы храм был уничтожен, а в 2000 году построен заново как храм апостола Иоанна Богослова. В 2001 году передан Барнаульскому Знаменскому женскому монастырю. В настоящее время там проводятся службы, остров может посетить любой желающий.

## Фотографии

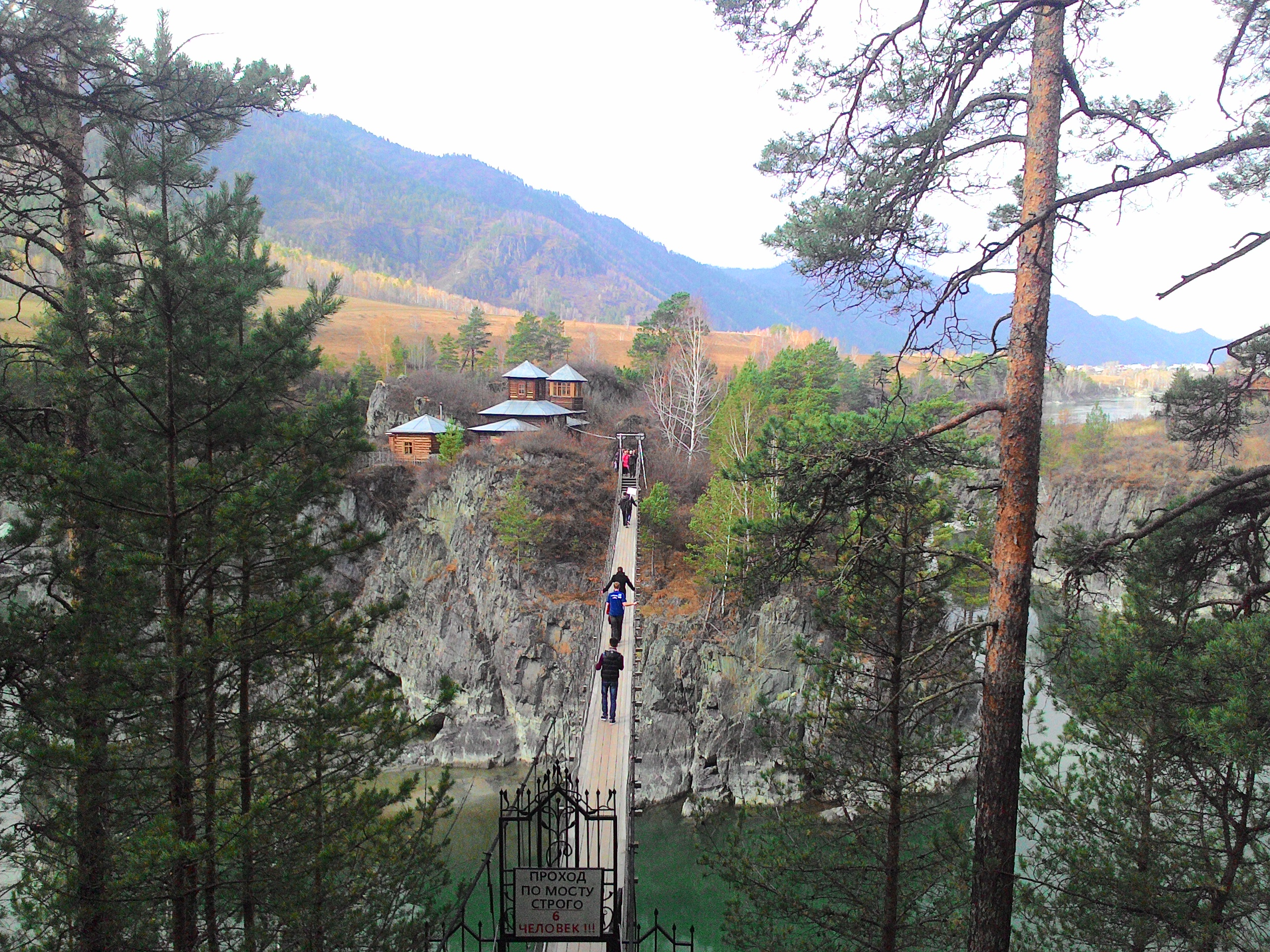
Подвесной мост на остров Патмос.